# مهدی شیخ عیسی
مهدی شیخ عیسی (زاده ۱۸ دی ۱۳۶۸، دمشق) مجری و بازیگر اهل سوریه است.
وی در فیلم‌های تک‌تیرانداز، به وقت شام، قلب رقه، نفرین آرتا و سریال‌های خط مقدم، شبابیک و سقوط به عنوان بازیگر حضور داشته است.

## فیلم‌شناسی

### سینما
| سال  | نام فیلم     | کارگردان           | نقش            | منبع   |
| ---- | ------------ | ------------------ | -------------- | ------ |
| ۱۴۰۲ | قلب رقه      | خیرالله تقیانی پور | غسان           | [ ۸ ]  |
| ۱۴۰۱ | نفرین آرتا   | مجید کریمی         | فرانک          | [ ۹ ]  |
| ۱۴۰۰ | نگین سلیمانی | محمدامین امامی     |                | [ ۱۰ ] |
| ۱۳۹۹ | تک‌تیرانداز   | علی غفاری          | ماهر فوزی      | [ ۱۱ ] |
| ۱۳۹۶ | به وقت شام   | ابراهیم حاتمی‌کیا   | خلبان هلیکوپتر | [ ۱۲ ] |

### تلویزیون
| سال  | نام مجموعه | کارگردان      | نقش  | منبع   |
| ---- | ---------- | ------------- | ---- | ------ |
| ۱۴۰۳ | ناریا      | جواد افشار    | فؤاد | [ ۱۳ ] |
| ۱۴۰۰ | خط مقدم    | شهریار بحرانی | حارب | [ ۱۴ ] |
| ۱۴۰۰ | شبابیک     | رضا یارخلج    | مهدی | [ ۱۵ ] |

### شبکه نمایش خانگی
| سال  | نام مجموعه | کارگردان        | نقش              | منبع   |
| ---- | ---------- | --------------- | ---------------- | ------ |
| ۱۴۰۱ | سقوط       | سجاد پهلوان‌زاده | رئیس ایست بازرسی | [ ۱۶ ] |